# Един ден на доктор Андронова
„Един ден на доктор Андронова“ или „Един ден на д-р Андронова“ е българска телевизионна новела (драма) от 1987 година на режисьора Жарко Павлович. Сценарият е на Димитър Димитров, а оператор е Телериг Коларов. Музиката и текстът на песните са на Венелин Венев. Художник е Методи Занев. .
Филмът е по произведение на Димитър Димитров.

## Сюжет
Новелата въвежда в света на една лекарка – нейното семейство, нейното творческо ежедневие, срещите и разминаванията ѝ в живота.

## Актьорски състав
| Роля                    | Изпълнител        |
| ----------------------- | ----------------- |
| доктор Андронова        | Виолета Минкова   |
| доцент Цонева           | Лора Кремен       |
| доктор Монев            | Иван Балсамаджиев |
| професорът              | Иван Несторов     |
| познат на д-р Андронова | Борис Луканов     |
| Жени                    | Веселина Раева    |
| бащата на Жени          | Сава Георгиев     |